# Barrancoïde cultuur
De Barrancoïde cultuur ontleent zijn naam aan de vindplaatsen van Los Barrancos en Barrancas del Orinoco aan de benedenloop van de Orinoco in Venezuela. De cultuur heeft zich waarschijnlijk ontwikkeld in de periode tussen 1500 en 1000 v.Chr. Het is mogelijk dat de cultuur ontstaan is uit de eerdere Saladoïde cultuur, maar het kan ook zijn dat zij deze verdrongen heeft. Er zijn archeologen die de Barrancoïden als een latere, meer 'barokke' fase van de Saladoïden zien, anderen zien er een ander volk in. Barrancoïde aardewerk werd met kwartszand of korrelgrit gemagerd en vaak uitgebreid versierd met dierenmotieven. De cultuur bracht dorpsnederzettingen en cassave-cultuur. De Barrancoïden waren ook meesters van de handel, vaak over lange afstanden.
Vanaf ongeveer 350 na Chr. wordt dit type aardewerk ook op de Kleine Antillen teruggevonden en sinds 500 ook op Trinidad. Dit was wel zo'n beetje het hoogtepunt van de cultuur. Op Martinique (Vivé) wordt dit type aardewerk tot ongeveer 650 gevonden. Van 650 tot 1200 wordt het vervangen door een lokale stijl die Troumassoïde genoemd wordt.
Dit beeld wordt zelfs bevestigd in het Amazone-gebied van Brazilië. In vondsten aan de beneden-Negro en Solimões-rivieren in de staat Amazonas is het klassieke Barrancoïde aardewerk goed herkenbaar in de periode 200-600 na Chr. Na 600-800 krijgen het Amazone- en het Caribische gebied veel meer hun eigen karakter.
In Suriname is de Barrancoïde cultuur bekend van de Wonotobovallen en van de oudere terpen aan de kust van het westen (Buckleburg-I en II), ze werden daar rond 700 vervangen door de Arauquinoïden.